# IPhone 16
iPhone 16 a iPhone 16 Plus jsou chytré mobilní telefony, vyvinuté a vyrobené americkou společností Apple. Jedná se o 18. generaci mobilních telefonů iPhone, společně s variantami iPhone 16 Pro, iPhone 16 Pro Max a iPhone 16e , které nahrazují předchozí 17. generaci – iPhone 15, 15 Plus, 15 Pro a 15 Pro Max.
iPhone 16 spolu s jeho variantami, byly představeny 9. září 2024 na Apple Event konferenci v Apple Parku v kalifornském Cupertinu.